# Chiton kimberi
Chiton kimberi är en blötdjursart som beskrevs av Edwin Ashby 1928. Chiton kimberi ingår i släktet Chiton och familjen Chitonidae.
Artens utbredningsområde är Queensland. Inga underarter finns listade i Catalogue of Life.